# Aghasura

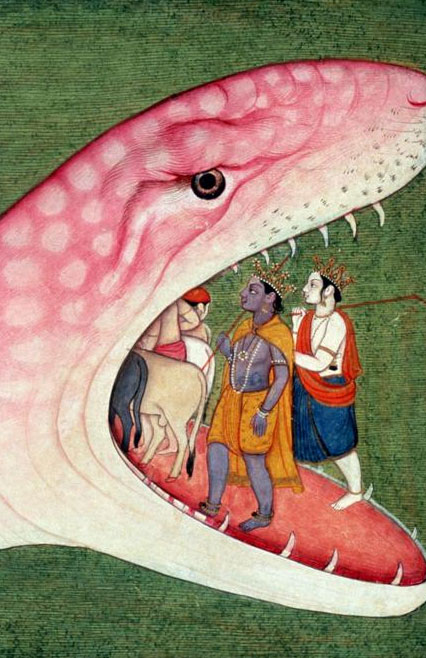
Aghasura

Aghasura é um asura na mitologia hindu.
Agha, o Asura. Foi um general de Kansa tribo dos Asuras. Ele foi transformado em um enorme serpente, e os companheiros de Krishna, os pastores, entraram por sua boca, pensando ser uma caverna em uma montanha: mas Krishna os salvou.